# Athene (tidsskrift)
Athene var et dansk litterært og historisk tidsskrift, redigeret af Rasmus Nyerup og udgivet af Christian Molbech. Det udkom med et nummer om måneden fra juli 1813 til december 1817.
Athene fungerede som afløser for tidsskriftet Minerva, men måtte gå ind på grund af manglende bidrag. Tidsskriftet spillede en væsentlig rolle i fejden mellem Oehlenschläger og Baggesen.
Blandt bidragyderne kan nævnes Gustav Ludvig Baden, Hans Bastholm, Friederike Brun, Carsten Hauch, B.S. Ingemann, Simon Meisling, Knud Lyne Rahbek, Jens Lassen Rasmussen, Erich Christian Werlauff m.fl.